# Cnodocentron yavapai
Cnodocentron yavapai là một loài Trichoptera trong họ Xiphocentronidae. Chúng phân bố ở miền Tân bắc.